# 平和観世音菩薩像
平和観世音菩薩像（へいわかんぜおんぼさつぞう）は、広島県広島市中区基町の広島市中央公園内にある仏像。太平洋戦争末期の1945年（昭和20年）8月6日に投下された原子爆弾による犠牲者の供養と世界平和への願いを込めた記念碑として設置された。広島市が管理している。

## 由来
平和観世音菩薩の像の部分は、彫刻家の北村西望が1975年（昭和50年）に恒久平和を祈念して制作したものである。その後、多くの市民や団体が関与して像と台座が合わさった平和観世音菩薩像として完成し、1978年（昭和53年）5月5日に広島市中央公園内に設置された。この像が作られ、安置されたのは、原爆の犠牲になった広島市民の供養と世界平和への願いを込めるためだと言われている。
なお、広島市内には、1945年（昭和20年）8月6日に広島市へ投下された原子爆弾にまつわる慰霊碑・記念碑がそれぞれ200基近く存在する。

## 特徴
像はアルミニウムで作られており、高さは約8メートルである。像台座の正面には、像を制作した北村が揮毫した「平和」の碑銘が据えられ、裏面には台座制作にあたって寄付を行った70名の個人・団体（法人）と4名の発起人の氏名が記載されている。

## 制作者

### 彫刻家
像の制作者は、1958年（昭和33年）に文化勲章を受章した長崎県島原出身の彫刻家・北村西望である。筋肉美、健康美にあふれた男性像を得意とした。

### 関係する人物
富田政人夫妻が斡旋し、富山県の黒谷株式会社代表取締役である黒谷他作が広島市に寄贈した。台座の建設にあたり、考案者4名と寄付した70名の個人・団体が関わった。

## 現地情報
- 広島県広島市中区基町3-1（広島市立中央図書館裏庭）

広島市立中央公園内にあり、広島市立映像ライブラリーおよび中央図書館に隣接する。